# Чоснувка
Чоснувка (пол. Czosnówka) — деревня в Бяльском повете Люблинского воеводства Польши. Входит в состав гмины Бяла-Подляская. По данным переписи 2011 года, в деревне проживало 705 человек.

## География
Деревня расположена на востоке Польши, на правом берегу реки Кшны, на расстоянии приблизительно 7 километров к востоку от города Бяла-Подляска, административного центра повета. Абсолютная высота — 139 метров над уровнем моря. К северу от населённого пункта проходит национальная автодорога 2.

## История
Согласно «Справочной книжке Седлецкой губернии на 1875 год» деревня входила в состав гмины Сидорки Бельского уезда Седлецкой губернии. В период с 1975 по 1998 годы входила в состав Бяльскоподляского воеводства.

## Население
Демографическая структура по состоянию на 31 марта 2011 года:
|         | Всего | До трудоспособного возраста | Трудоспособного возраста | Старше трудоспособного возраста |
| ------- | ----- | --------------------------- | ------------------------ | ------------------------------- |
| Мужчины | 352   | 88                          | 241                      | 23                              |
| Женщины | 353   | 95                          | 220                      | 38                              |
| Всего   | 705   | 183                         | 461                      | 61                              |